# Hegyvidéki pirók
A hegyvidéki pirók (Carpodacus rubicilloides) a madarak osztályának verébalakúak (Passeriformes) rendjébe és a pintyfélék (Fringillidae) családjába tartozó faj.

## Rendszerezése
A fajt Nikolai Przhevalsky orosz tábornok és utazó írta le 1876-ban.

## Alfajai
- Carpodacus rubicilloides lucifer (R. Meinertzhagen & A. Meinertzhagen, 1926) - Tibet déli része és a Himalája
- Carpodacus rubicilloides rubicilloides (Przewalski, 1876) - Tibet keleti része valamint közép- és dél-Kína [2]

## Előfordulása
Dél-Ázsiában, Bhután, India, Kína és Nepál területén honos. Természetes élőhelyei a szubtrópusi vagy trópusi magaslati füves puszták és cserjések, valamint ültetvények. Magassági vonuló.

## Megjelenése
Testhossza 20 centiméter. A hím tollazata vörös és barna, a tojóé barna és sárga.

## Természetvédelmi helyzete
Az elterjedési területe rendkívül nagy, egyedszáma pedig stabil. A Természetvédelmi Világszövetség Vörös listáján nem fenyegetett fajként szerepel.